# Тепліца (притока Бодви)
Тепліца (словац. Teplica) — річка в Словаччині у регіоні Турня, права притока Бодви, протікає в окрузі Кошиці-околиця.
Довжина приблизно 4.9 км. Витік знаходиться в масиві Словацький Карст (частина Ясовська-Полонина — у Теплицькому лісі) — на висоті близько 400 метрів. Протікає територією села Ясов..
Впадає у Бодву на висоті приблизно 250—255 метрів.